# Gatra
Gatra est un hebdomadaire indonésien qui traite de sujets d'actualité et de politique. Gatra a été fondée en 1994, à la suite de l'interdiction du magazine Tempo par l'administration Soeharto ; elle a été principalement fondée par d'anciens employés de Tempo.
Le magazine a fermé ses portes en juillet 2024 après 30 ans de publication en raison de la pandémie de COVID-19 qui a érodé les revenus de Gatra Media Group, l'empêchant ainsi de développer ses programmes.